# Eugène Buzy
Pas d'image ? Cliquez ici

a Compétitions nationales et continentales officielles uniquement.

b Matchs officiels uniquement.
Eugène Buzy est un joueur français international de rugby à XV, né le 13 février 1917 à Bénéjacq et mort le 19 mai 2001 dans la même ville. 

## Parcours
Mesurant 1,78 m pour 106 kg, il occupe le poste de pilier gauche mais aussi occasionnellement le poste de pilier droit ou de deuxième ligne. 
Il commence sa carrière à Bénéjacq, jusqu'en 1937, où il quitte sa région natale pour Limoges. Après une saison dans le Limousin, il signe à la Section paloise, où il jouera jusqu'en 1941. Il rejoint alors le FC Lourdes, considéré comme le meilleur club de l'époque. À Lourdes, il remporte 3 titres de champion de France, 2 coupes de France, et 2 challenges Yves du Manoir. Il sera capitaine du FC Lourdes lors de sa dernière finale de championnat de France en 1953, et reste à ce jour le joueur le plus âgé à avoir remporté un challenge Yves du Manoir (à 37 ans en 1954). 
Il compte 17 sélections en équipe de France, entre 1946 et 1949. Il disputé son premier match avec l'équipe de France contre la Nouvelle-Zélande en mars 1946. Il participe aux 3 premiers Tournois des Cinq Nations d'après-guerre, en 1947, 1948 et 1949. Il participe également en 1949 à la première tournée française à l'étranger, en Argentine, où il clôt sa carrière internationale.

## Palmarès
Avec le FC Lourdes
- Championnat de France de première division :
  - Champion  (3) : 1948, 1952 et 1953
  - Vice-champion (1) :  1946
- Coupe de France :
  - Vainqueur (2) : 1950 et 1951
  - Finaliste (1) : 1948
- Challenge Yves du Manoir :
  - Vainqueur (2) : 1953 et 1954

## Vie personnelle
Originaire des Pyrénées-Atlantiques, Eugène Buzy fait ses études à l'ensemble scolaire Notre-Dame de Betharram. Il devient ensuite agriculteur de profession. Il épouse Julienne Testé, avec qui il a un fils unique, Jean-Laurent, également joueur de rugby jusqu'en 1983.